# كيفن سكوت
كيفن سكوت (بالإنجليزية: Kevin Scott)‏ (17 ديسمبر 1966 في المملكة المتحدة - ) هو لاعب كرة قدم بريطاني في مركز الدفاع. لعب مع بورت فايل وتشارلتون أثلتيك وتوتنهام هوتسبير ونورويتش سيتي ونيوكاسل يونايتد وكروك تاون ‏ وGuisborough Town F.C. ‏ ودارلينجتون إف سى.

## وصلات خارجية
- كيفن سكوت على موقع قاعدة بيانات كرة القدم.إي يو (الإنجليزية)
- كيفن سكوت على موقع Soccerbase.com (لاعب) (الإنجليزية)
- كيفن سكوت على موقع عالم كرة القدم.نت (الإنجليزية)